# 丽江獐牙菜
丽江獐牙菜（学名：Swertia delavayi）为龙胆科獐牙菜属下的一个种。